# Arthur (Manitoba)
Pour les articles homonymes, voir Arthur.
Arthur est une municipalité rurale du Manitoba située au sud-ouest de la province et limitrophe de la frontière canado-américaine de l'État du Dakota du Nord. En 2006, le recensement indiqua une population se chiffrant à 440 personnes ce qui représente un déclin puisqu'il était de 480 personnes en 2001. La ville de Melita est enclavée dans le territoire de la municipalité.
La superficie du territoire de la municipalité est de 765,77 km2 (296,67 sq mi).

## Démographie
| 2001 | 2006 | 2011 | 2016 |
| ---- | ---- | ---- | ---- |
| 480  | 440  | 413  | 373  |

## Référence
- (en) Cet article est partiellement ou en totalité issu de l’article de Wikipédia en anglais intitulé « Rural Municipality of Arthur » (voir la liste des auteurs).

1. ↑  « Statistique Canada - Profils des communautés de 2006 -    Arthur » (consulté le 4 juin 2020)
2. ↑  « Statistique Canada - Profils des communautés de 2016 -   Arthur » (consulté le 31 mai 2020)